# Тереза Торанська

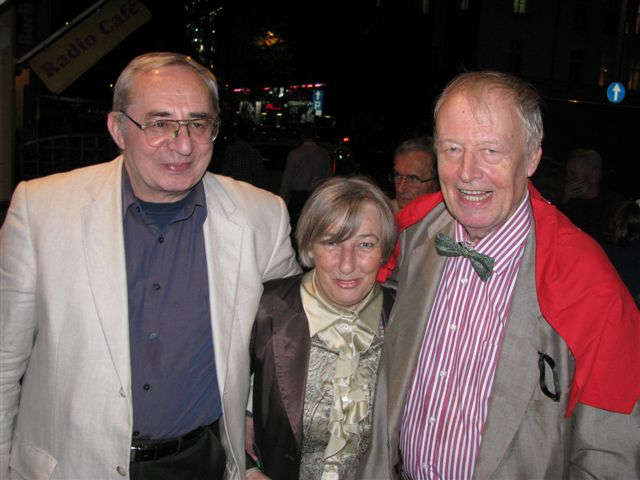
Тереза Торанська з Мацеєм Моравським та Лешеком Санковським — Варшава, 21 вересня 2009 р.

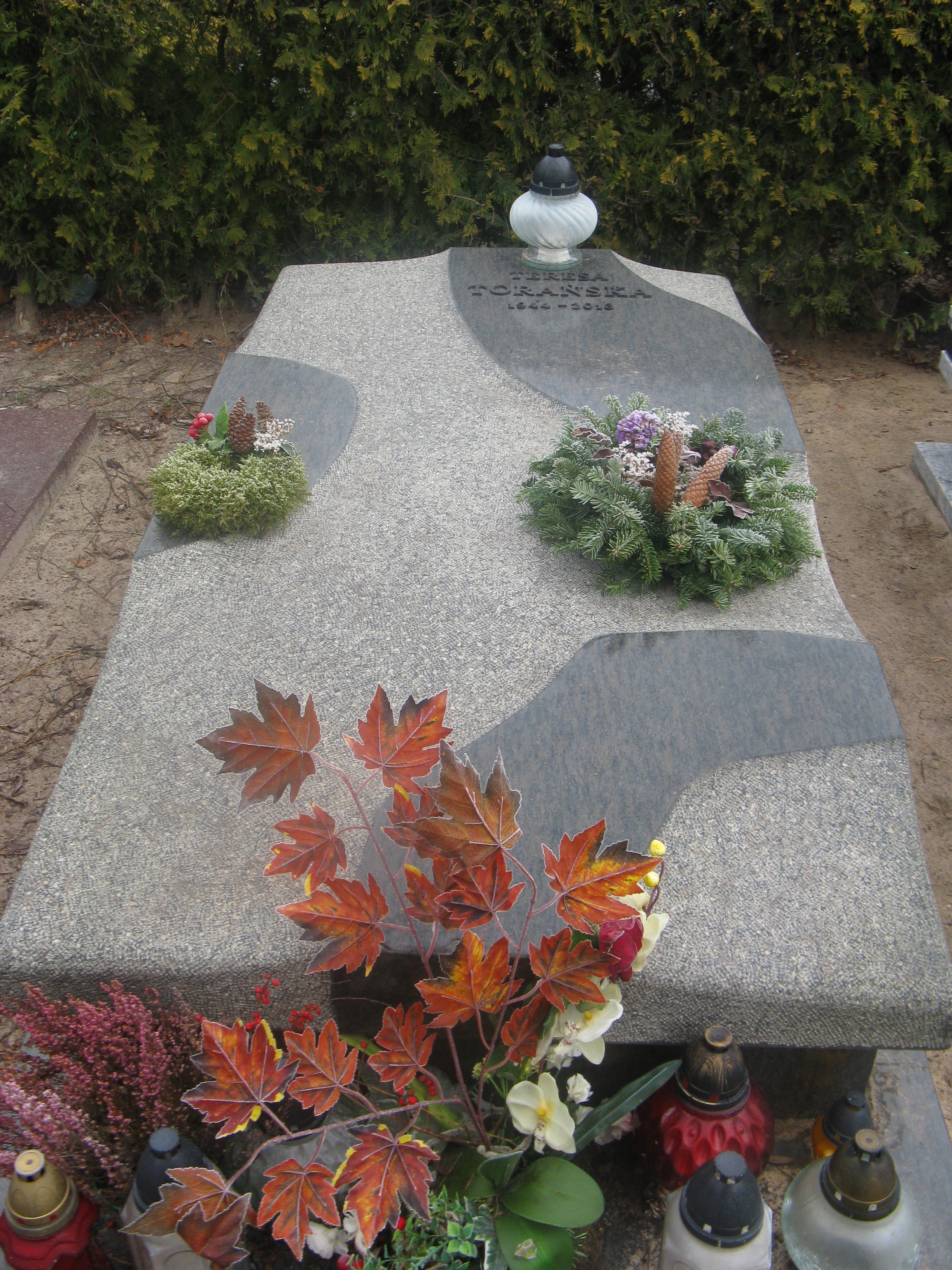
Могила Терези Торанської у Варшаві.

Тереза Славоміра Торанська (пол. Teresa Sławomira Torańska; 1 січня 1944, м. Вовковиськ, Білорусь — 2 січня 2013, м. Варшава, Польща) — польська журналістка та письменниця.

## Життєпис
У 1966 році закінчила юридичний факультет Варшавського університету. З 1969 року вивчала журналістику. Розпочала журналістську роботу в редакції тижневика «Аргументи», у 1973—1975 роках працювала в щомісячнику «Światowid», з 1975 року — на посаді воєнної журналістки у відділі соціального звіту тижневика «Культура». Згодом також співпрацювала з паризьким щомісячним виданням «Культура». Під час воєнного стану Торанська також заробляла на прожиття, займаючись машинним друком дисертацій.
Є авторкою книги Вони, що містять інтерв'ю-бесіди з колишніми комуністичними особами щодо їхньої оцінки досягнень соціалізму в Польщі, опубліковані у 1985 році. Тереза Торанська почала проводити ці співбесіди під час існування т. зв. Солідарності, а потім продовжувала й під час воєнного стану.
З 2000 по 2012 рік вона була журналісткою у «Duży Format» — додатку «Газети Виборчей». З березня 2012 року по січень 2013 року друкувалась у тижневику «Newsweek Polska».
Вона також була авторкою ток-шоу Teraz Wy на TVP2 та серії телевізійних інтерв'ю з комуністичними активістами, в тому числі з президентом Радіокомітету в 1972—1980 рр. Мацеєм Щепанським. У річницю Смоленської катастрофи вона взяла інтерв'ю у президентської пари Анни та Броніслава Коморовських.
У серпні 2012 року Тереза Торанська опублікувала 9-томну серію своїх інтерв'ю, видану «Бібліотекою Newsweek», а 17 вересня 2012 р. у Варшаві відбувся останній, як виявилося пізніше, авторський вечір Торанської. Серед гостей зустрічі були: Лешек Бальцерович, Міхал Гловінський, Міхал Ягелло, Віктор Кулерський, Ева Лентовська, Тадеуш Мазовецький, Катажина Попова-Зидронь, Адам Даніель Ротфельд, Ян Рулевський, Ян Стрелау та Едмунд Внук-Ліпінський.
Тереза Торанська входила до складу журі Історичної премії Росії Казиміра Мочарського.
У 2011 році їй діагностували рак легенів. Хвороби не можна було позбавитись оперативно, тому Торанська пройшла курс інтенсивної хіміотерапії. Результати досліджень виявились хорошими — рак здебільшого відступав. Однак у грудні 2012 року стан здоров'я Торанської швидко погіршився, що призвело до її смерті на наступний день після її 69-річчя.
Тереза Торанська похована на кладовищі Військові Повонзки у Варшаві, похорон відбувся 9 січня 2013 року. На прощальній церемонії були присутні: родина, друзі померлої та численні представники політики, зокрема: президент Броніслав Коморовський із дружиною, спікер Сейму Ева Копач, міністр культури та національної спадщини Богдан Здроєвський; колишні прем'єр-міністри: Тадеуш Мазовецький та Ян Кшиштоф Белецький, Ева та Лешек Бальцерович; Ян Літинський, Данута Столецька, Ірена Вуйціцька та Генріх Вуєц — радники в канцелярії президента Республіки Польща; крім того, багато журналістів, в тому числі Северин Блумштайн, Стефан Братковський, Яцек Хуго-Бадер, Томаш Ліс, Яцек Москва, Ян Ординський, Яніна Парадовська, Славомир Поповський, Ернест Скальський, Маріуш Щигел, Яцек Жаковський, Міхал Брістігер, Майя Коморовська, Галіна і Вальдемар Кучинські, Віктор Осятинський, Паула та Мирослав Савіцькі, Барбара Торуньчик та інші.
Президент Республіки Польща Броніслав Коморовський посмертно нагородив Терезу Торанську Командорським хрестом Орден Відродження Польщі «за видатні заслуги в розвитку польської журналістики та особливі досягнення в журналістській роботі, що поширюють знання про новітню історію Польщі». Лешек Санковський, вдівець Терези Торанської, отримав нагороду під час похоронної церемонії в Повонзках.

## Приватне життя
Її батьки були вчителями. Мати, Елеонора Бернатович, викладала французьку мову. Батько Лонгін був засланий до Сибіру під час Другої світової війни ГУЛАГом у Сєверодвінськ, звідки був звільнений у 1948 році. Її дядька вбили росіяни в Харкові.
Була одружена з Лешеком Санковським, спеціалістом з інформаційних технологій. Проживала у Варшаві в Górny Mokotów.
Сестра Блажея Торанського.

## Нагороди
- Командорський хрест Орден Відродження Польщі — 7 січня 2013 року посмертно[19]
- Офіцерський хрест Ордена Відродження Польщі — 2001 року

## Нагороди та відзнаки
У 2000 році за книгу Вони отримала премію польського PEN Club Ksawery Pruszyński. Тереза Торанська є першим переможцем конкурсу Барбари Лопенської за найкраще інтерв'ю для преси (нагороджена за розмову з ген. Войцехом Ярузельським).

## Публікації
- Путівник про подорожі до Західної Європи та Югославії — спільно з Анджеєм Гуркотом, Варшава: Warszawska Przedsiębiorstwo Turystyczne «Syrena» 1975.
- Європа за 100 доларів — спільно з Анджеєм Горкотом, Видавництвом спорту та туризму 1975.
- Берлін — столиця НДР та околиці. Невеликий туристичний путівник — разом з Анджеєм Гуркотом, Варшава: Національне видавниче агентство RSW «Рух преси-книги» 1976.
- Дрезден та околиці. Невеликий туристичний путівник , — разом з Анджеєм Гуркотом, Варшава: Національне видавниче агентство 1976.
- Лейпциг та околиці. Невеликий туристичний путівник — разом з Анджеєм Гуркотом / Тереза Торанська, Варшава: Національне видавниче агентство 1977.
- Смерть шахти, Варшава: Національне видавниче агентство 1977.
- Хлопці тих років — співавтори: Якуб Копеч та Януш Вілк-Бяложей, Національне видавниче агентство 1978.
- Вид знизу, Варшава: «Іскри». 1980.
- Ева Берберюш, Перша публікація, Варшава: Незалежне видавництво 1984 р. (На основі повідомлень Е. Берберюш; два з них створені у співпраці з Терезою Торанською та Кшиштофом Шимборським, надруковані у 1980—1981 рр. у тижневиках: «Культура», «Перетин», «Солідарність» та «Tygodnik Powszechny»).
- Вони — Другий видавничий тираж: Przedświt, Варшава 1985, Krakowskie Towarzystwo Wydawnicze, Kraków 1985, еміграційне видання: Додаток, Лондон 1985; численні відновлення після 1989 року.
- Леон Касман, Конфлікт з Мокзаром — ред. Тереза Торанська, Варшава: «Myśl» 1986 р. (Передруковано з «Додатку» Лондон 1985 р. № 39).
- Ми, Варшавський міст 1994 (безліч видань, також випущений у вигляді електронної книги)
- Вони були, Варшава: Світ книги — Bertelsmann Медіа 2006 (численні резюме).
- Вони. Якщо говорити про добрі почуття Варшава: Світ Книги 2007 .
- Ми. Розставання 68 року Варшава: World Books, 2008.
- Смерть запізнилася на одну хвилину, Варшава: Агора, 2010. — Бібліотека Gazeta Wyborcza 2010 (Три бесіди Торанської: Міхал Брістігер, Міхал Гловінський, Адам Даніель Ротфельд).
- Адам Даніель Ротфельд, У тіні. 12 бесід з Марцином Войцеховським, вступ: Тереза Торанська, Варшава: Агора — Польський інститут міжнародних відносин 2012.
- Інтерв'ю Терези Торанської — Newsweek Бібліотека, 2012 (том I—IX).

## Фільмографія
- Станція Гданськ — документальний фільм, режисер — Марія Змарц-Кочанович; Варшава 2007.